# カラムーン
カラムーン (Kalamoun) はアイルランド生産の競走馬、種牡馬。
大馬主アーガー・ハーン4世の生産所有馬としてフランスで競走生活を過ごし、プール・デッセ・デ・プーラン（フランス2000ギニー）、リュパン賞、ジャック・ル・マロワ賞（いずれもG1）を含む10戦4勝という成績を残す。
その引退後はイギリスで種牡馬となったが、1979年に9歳で早世する。存命中は種牡馬としてさほど人気がなかったため、6世代でわずか87頭の産駒しか残さなかった。しかしその中からジョッケクルブ賞（フランスダービー）などを制したビカラ (Bikara) やキングジョージ6世&クイーンエリザベスダイヤモンドステークスなどの優勝馬カラグロウ (Kalaglow) など、5頭のG1競走優勝馬を含む21頭のステークス優勝馬を輩出するという成功を収める。
さらに後継種牡馬としてケンマール (Kenmare) 、カンパラなどが活躍し、カンパラの産駒トニービンが日本でリーディングサイアーを獲得するなど、40頭足らずの牡馬からサイアーラインを確立するに至った。おもに日本・オセアニアなどでその父系が受け継がれている。また、母の父としても非常に優れた実績を残している。

## 主な産駒
- 1975年産
  - Kenmare（ジャック・ル・マロワ賞-G1など重賞3勝）
  - Dom Racine（ジャンプラ賞-G2、ラ・フォルス賞-G3）
  - Frassino（ナポリ市大賞-G3）
- 1976年産
  - カンパラ（ハンガーフォードステークス-G3）
- 1977年産
  - Shakapour（サンクルー大賞-G1など重賞2勝）
- 1978年産
  - Bikara（ジョッケクルブ賞-G1、ガネー賞-G1）
  - Kalagrow（キングジョージ6世&クイーンエリザベスダイヤモンドステークス-G1、エクリプスステークス-G1など重賞5勝）
  - Mourtazam（ドラー賞-G2）
- 1979年産
  - Persepolise（リュパン賞-G1など重賞3勝）
  - Dilmoun（イェルバブエナハンデキャップ-G2）

ブルードメアサイアーとしてのおもな産駒は以下のとおり。
※G1競走優勝馬のみ記載。
- ムーンマッドネス（セントレジャーステークス-G1、サンクルー大賞など）
- シェリフズスター（コロネーションカップ-G1、サンクルー大賞など）
- Sierra Madre（マルセルブサック賞-G1、ヴェルメイユ賞-G1）
- Glaieul（クリテリウムドサンクルー-G1）
- Oczy Czarnie（サラマンドル賞-G1など）

## 血統表
| カラムーンの血統グレイソヴリン系 / Nasurullah・Rivaz3×3=25.00%（全姉弟クロス）、Pharos・Fairway5.5×5.5=12.50%、Tetratema5×5=6.25%（母内） | カラムーンの血統グレイソヴリン系 / Nasurullah・Rivaz3×3=25.00%（全姉弟クロス）、Pharos・Fairway5.5×5.5=12.50%、Tetratema5×5=6.25%（母内） | カラムーンの血統グレイソヴリン系 / Nasurullah・Rivaz3×3=25.00%（全姉弟クロス）、Pharos・Fairway5.5×5.5=12.50%、Tetratema5×5=6.25%（母内） | （血統表の出典）      | （血統表の出典） |
| 父 *ゼダーン Zeddaan 1965 芦毛 イギリス                                                                                                   | 父の父Grey Sovereign 1948 芦毛 イギリス                                                                                                   | Nasrullah | Nearco                | Nearco           |
| 父 *ゼダーン Zeddaan 1965 芦毛 イギリス                                                                                                   | 父の父Grey Sovereign 1948 芦毛 イギリス                                                                                                   | Nasrullah | Mumtaz Begum          |                  |
| 父 *ゼダーン Zeddaan 1965 芦毛 イギリス                                                                                                   | 父の父Grey Sovereign 1948 芦毛 イギリス                                                                                                   | Kong | Baytown               | Baytown          |
| 父 *ゼダーン Zeddaan 1965 芦毛 イギリス                                                                                                   | 父の父Grey Sovereign 1948 芦毛 イギリス                                                                                                   | Kong | Clang                 |                  |
| 父 *ゼダーン Zeddaan 1965 芦毛 イギリス                                                                                                   | 父の母Vareta 1953 芦毛 フランス | Vilmorin | Gold Bridge           | Gold Bridge      |
| 父 *ゼダーン Zeddaan 1965 芦毛 イギリス                                                                                                   | 父の母Vareta 1953 芦毛 フランス | Vilmorin | Queen of the Meadows  |                  |
| 父 *ゼダーン Zeddaan 1965 芦毛 イギリス                                                                                                   | 父の母Vareta 1953 芦毛 フランス | Veronique | Mon Talisman          | Mon Talisman     |
| 父 *ゼダーン Zeddaan 1965 芦毛 イギリス                                                                                                   | 父の母Vareta 1953 芦毛 フランス | Veronique | Volubilis             |                  |
| 母 Khairunissa 1960 芦毛 アイルランド | 母の父Prince Bio 1941 鹿毛 フランス | Prince Rose | Rose Prince           | Rose Prince      |
| 母 Khairunissa 1960 芦毛 アイルランド | 母の父Prince Bio 1941 鹿毛 フランス | Prince Rose | Indolence             |                  |
| 母 Khairunissa 1960 芦毛 アイルランド | 母の父Prince Bio 1941 鹿毛 フランス | Biologie | Bacteriophage         | Bacteriophage    |
| 母 Khairunissa 1960 芦毛 アイルランド | 母の父Prince Bio 1941 鹿毛 フランス | Biologie | Eponge                |                  |
| 母 Khairunissa 1960 芦毛 アイルランド | 母の母Palariva 1953 芦毛 フランス | Palestine | Fair Trial            | Fair Trial       |
| 母 Khairunissa 1960 芦毛 アイルランド | 母の母Palariva 1953 芦毛 フランス | Palestine | Una                   |                  |
| 母 Khairunissa 1960 芦毛 アイルランド | 母の母Palariva 1953 芦毛 フランス | Rivaz | Nearco                | Nearco           |
| 母 Khairunissa 1960 芦毛 アイルランド | 母の母Palariva 1953 芦毛 フランス | Rivaz | Mumtaz Begum F-No.9-c |                  |

父ゼダーンについては同馬の項を参照。母系は20世紀の屈指の繁殖牝馬に数えられるムムタズマハル(Mumtaz Mahal)の直系。母はフランスで3勝、祖母は牝馬ながらキングズスタンドステークス、モルコムステークスなど10勝を挙げた活躍馬である。近親には父方の曽祖父でもあるナスルーラ(Nasrullah)や、ロイヤルチャージャー(Royal Charger)など、非常に多くの名競走馬、繁殖馬がいる。